# 白崎麻友香
白﨑 麻友香（しらさき まゆか、現姓：髙橋、1994年5月2日 - ）は、日本の元女子バレーボール選手。

## 来歴
大阪府大阪市出身。中学1年生のとき、仲の良い友人と共にバレーボールを始めた。
2016年10月19日、KUROBEアクアフェアリーズへの入団内定が発表された。同チームに選手として在籍していた当時は株式会社丸八に所属していた。
2019年6月7日、チームの新体制に伴い副キャプテンに就任。
2020年5月15日、チーム公式サイトにて退団が発表。同時に今年6月からチーム事務局員への就任が発表された。
2021-22シーズン終了をもって広報を退任しチームを退社した。
2022年に結婚。2023年の春より、富山県立小杉高等学校で保健体育の教師として働き始め、バレーボール部の顧問も務める。

## プレースタイル
当時のKUROBEアクアフェアリーズ監督であった丸山貴也は、ジャンプトスを多用することと、速攻とライトの使い方が非常に上手いと評した。

## 所属チーム
- 大阪市立晴明丘南小学校[1]
- 大阪市立阪南中学校[1]
- 大阪国際滝井高等学校[11]
- 富山大学
- KUROBEアクアフェアリーズ #5（2016-2020年）

## 受賞歴
- V.LEAGUE Division1 2018/2019：フェアプレー賞[12]

## 個人成績
VチャレンジリーグおよびV.LEAGUE Division1のレギュラーラウンドにおける個人成績は下記の通り。
| シーズン        | 所属            | 出場 | 出場   | アタック | アタック | アタック | ブロック | ブロック | サーブ | サーブ | サーブ | サーブ | レセプション | レセプション | 総得点 | 備考 |
| --------------- | --------------- | ---- | ------ | -------- | -------- | -------- | -------- | -------- | ------ | ------ | ------ | ------ | ------------ | ------------ | ------ | ---- |
| シーズン        | 所属            | 試合 | セット | 打数     | 得点     | 決定率   | 決定     | /set     | 打数   | エース | 効果   | 効果率 | 受数         | 成功率       | 総得点 | 備考 |
| 2016/17         | KUROBE          | 21   | 25     | 0        | 0        | -        | 0        | -        | 1      | 0      | 0      | -25.0  | 71           | 59.2%        | 0      |      |
| 2017/18         | KUROBE          | 18   | 13     | 0        | 0        | -        | 0        | -        | 0      | 0      | 0      | -      | 1            | -            | 0      |      |
| 2018/19         | KUROBE          | 22   | 46     | 3        | 2        | 66.7%    | 1        | 0.02     | 113    | 1      | 24     | 6.0%   | 6            | 16.7%        | 5      |      |
| 通算：3シーズン | 通算：3シーズン | 61   | 84     | 3        | 2        | 66.7%    | 1        | 0.01     | 114    | 1      | 24     | 5.7%   | 78           | 55.6%        | 5      |      |

## 出演

### テレビ
V.LEAGUE Official Channel 
- #V.LEAGUE #KUROBEアクアフェアリーズ #DAZN #アタックタイムチャレンジ（2019年4月20日）

 週刊激スポ!! 
- KUROBEアクアフェアリーズ 白﨑広報が選手の素顔を撮影！（2020年8月25日）[14]
- 【2020年3月撮影】日常生活でエクササイズ(KUROBEアクアフェアリーズ・白﨑麻友香選手、雪丸梢選手)（2020年5月17日）
- 【2018年11月22日収録】KUROBEアクアフェアリーズ 星加輝(ヒカル)選手インタビュー（2019年7月23日）

 とやまスポーツ応援バラエティリー!リー!リー! 
- アクア×金本激突！焼肉デートをかけたレシーブ対決！サンダバ新選手紹介②（2019年6月28日）

### ラジオ
AQUA BEAR 
- 2017年04月20日 放送分
- 2017年10月12日 放送分
- 2017年11月09日 放送分
- 2017年12月14日 放送分
- 2018年03月01日 放送分
- 2018年04月12日 放送分
- 2018年05月03日 放送分
- 2018年06月07日 放送分
- 2018年07月05日 放送分
- 2018年09月13日 放送分
- 2018年11月08日 放送分
- 2019年01月24日 放送分
- 2019年03月21日 放送分
- 2019年05月30日 放送分
- 2019年06月06日 放送分
- 2019年07月25日 放送分
- 2019年09月12日 放送分
- 2019年11月14日 放送分
- 2020年01月02日 放送分
- 2020年02月06日 放送分
- 2020年03月26日 放送分
- 2020年04月23日 放送分